# Bošnjani
Bošnjani bivši je naziv za stanovništvo koje je živjelo na području Bosne u srednjem vijeku.
Naziv »Bošnjanin« prvi put se spominje u carskoj tituli bizantskog cara Manojla Komnena 1166. godine. Etnonim dobri Bošnjanin odnosio se na stanovnike cijele Bosne, bez obzira na vjeru, a ne samo na usku jezgru oko izvora rijeke Bosne, što se vidi u raznim poveljama 14. i 15. stoljeća za vrijeme bana Stjepan II Kotromanić, bana Tvrtka I Kotromanića, kralja Stjepana Ostoje itd. U ovim poveljama bosanski vladari kao svjedoke navode dobre Bošnjane. Bili su to utjecajni plemići koji su djelovali kao savjetnici na dvoru bana/kralja. Vlastelin je služio kao jamac da će pravni akt povelje biti izvršen, a obično se zaklinju na sadržaj povelje sa banom. Što god vladar čini, mora dobiti pristanak svoga vladara. Osim toga, pripadnici Crkve bosanske sebe su nazivali »dobrim Bošnjanima«.
U svom diplomatskom rječniku, Dubrovačka Republika stanovnike Bosne dijeli na dva društvena sloja: ljude (Bošnjani, Bosanci ili Slaveni) i Vlahe.
Termin Bošnjanin za stanovnike srednjovjekovne Bosne javlja se češće od srpskog imena i potiskuje ga iz Huma i Raške, odnosno iz krajeva koji su prvobitno bili dio Srbije, a kasnije ušle u sastav Bosne.
U dokumentima se pojavljuju Bošnjani često sa dodavanjem riječi dobri ispred naziva. Danas se ime smatra arhaizmom, i koristi se samo u povijesnom kontekstu. Tokom Osmanlijske imperije stanovnik Bosne (bez obzira na religiju) se nazivao Bošnjak, tako mijenjajući raniji dometak -anin, sa -iak.

## Reference
1. ↑  Enciklopedija Jugoslavije, Opseg 2, Jugoslavenski leksikografski zavod, 1980, str. 226
2. ↑  Klaić, Vjekoslav, (1882), Poviest Bosne do propasti kraljevstva, str. 43, Zagreb
3. ↑  Filipović, Muhamed, (1997), Bosna i Hercegovina: najvažnije geografske, demografske, historijske, kulturne i političke činjenice, str. 22
4. ↑  Ćirković, Sima, (1964), Istorija srednjovjekovne bosanske države, str. 350, Beograd
5. ↑  Rizvić, Muhsin. 1996. Bosna i Bošnjaci, jezik i pismo. Preporod Sarajevo. Sarajevo. str. 5
6. ↑  Nakaš, Župarić, Lalić, Dautović, Kurtović, (2018), Codex diplomaticus regni bosnae - povelje i pisma stare bosanske države, str. 70, 73, 75, 79, 93, Mladinska knjiga Sarajevo
7. ↑  Nakaš, Župarić, Lalić, Dautović, Kurtović, (2018), Codex diplomaticus regni bosnae - povelje i pisma stare bosanske države, str. 96, 99, 107, 112, Mladinska knjiga Sarajevo
8. ↑  Nakaš, Župarić, Lalić, Dautović, Kurtović, (2018), Codex diplomaticus regni bosnae - povelje i pisma stare bosanske države, str. 381, Mladinska knjiga Sarajevo
9. ↑  Aleksandar Solovjev, Vlasteoske povelje bosanskih vladara, Istorisko-pravci zbornik, Sarajevo, 1949
10. ↑  Mandić, Dominik, (1960), Bosna i Hercegovina: povjesno-kritička istraživanja, Opseg 2, str. 200, Croatian Historical Institute
11. ↑  Mustafa, Imamović, Bošnjački etnos: identitet i ime, Prilozi, br. 32, 2003, str. 320
12. ↑  Arnautović, Esad, (1997), Pregled historije Bosne i Hercegovine: od prahistorije do kraja srednjeg vijeka, str. 127, Pegagoška akademija
13. ↑  Tanović, Bakir, (2010), Historija Bosne u okviru Osmanskog carstva, str. 29, Svjetlost
14. ↑  Ćirković, Sima, (1964), Istorija srednjovjekovne bosanske države, str. 350, Beograd
15. ↑  Smajić, Ramiza, (2019), Migracijski tokovi, društveno-političke prilike u Bosanskom ejaletu (1683-1699), str. 165-167, Zagreb, doktorski rad
16. ↑  Adem Handžić, "Konfesionalni sastav stanovništva u Bosni i Hercegovini u prvim stoljećima osmanska vladavine", POF, 42-43/1992-93, Sarajevo, 1995, str. 119